# Пымта (посёлок)
Пымта (на некоторых картах Немтик) — бывший посёлок в Соболевском районе Камчатского края России.
Расположен на берегу Охотского моря, слева от устья реки Пымта, от которой посёлок и получил своё название.
Посёлок возник в 1933 году. Здесь действовал Пымтинский рыбокомбинат. Имелась средняя школа, больница на 25 коек, ясли на 50 мест, детсад на 60 мест, 4 магазина, столовая, пекарня, пошивочная, клуб, библиотека, авиаполоса. В 1960 году здесь проживало 1379 человек.
Посёлок Пымта упразднён 25 ноября 1977 года.